# Pomnik Bohdana Smolenia w Krakowie
Pomnik Bohdana Smolenia – pomnik artysty kabaretowego i aktora Bohdana Smolenia wykonany w formie tzw. ławeczki pomnikowej i rzeźby, znajdujący się w Krakowie na rogu ulic Jabłonowskich i Czapskich.

## Historia
Inicjatorami powstania pomnika było Stowarzyszenie Wychowanków Uniwersyteckich Studiów Rolniczych w Krakowie oraz członkowie istniejącego w latach 1969–1977 kabaretu Pod Budą. Zaczęli oni zbierać podpisy pod obywatelskim projektem, a 2 marca 2022 roku Rada Miasta skierowała rezolucję w sprawie lokalizacji pomnika do prezydenta Jacka Majchrowskiego. Radny Łukasz Wantuch złożył projekt uchwały, która Rada przyjęła w dniu 11 maja 2022 roku. Ponieważ pomnik miał stanąć na terenie wpisanym do rejestru zabytków zgodę na jego powstanie, na wniosek Uniwersytetu Rolniczego w Krakowie, wydał 9 stycznia 2023 roku Wojewódzki Konserwator Zabytków.
Pomnik ustawiono przy Domu Studenckim Bratniak. W 1956 roku powstał w nim klub studencki Buda w którym w 1969 roku (według niektórych źródeł w 1968) Bogdan Smoleń założył Kabaret Pod Budą. Pomnik został ustawiony w 7 rocznicę śmieci kabareciarza, a uroczyste odsłonięcie zostało zaplanowane 21 marca 2024 roku.
Rzeźbę wykonał profesor krakowskiej ASP Karol Badyna. Składa się z dwóch części: naturalnej wielkości rzeźby Bohdana Smolenia i ławeczki pod którą śpi kot.

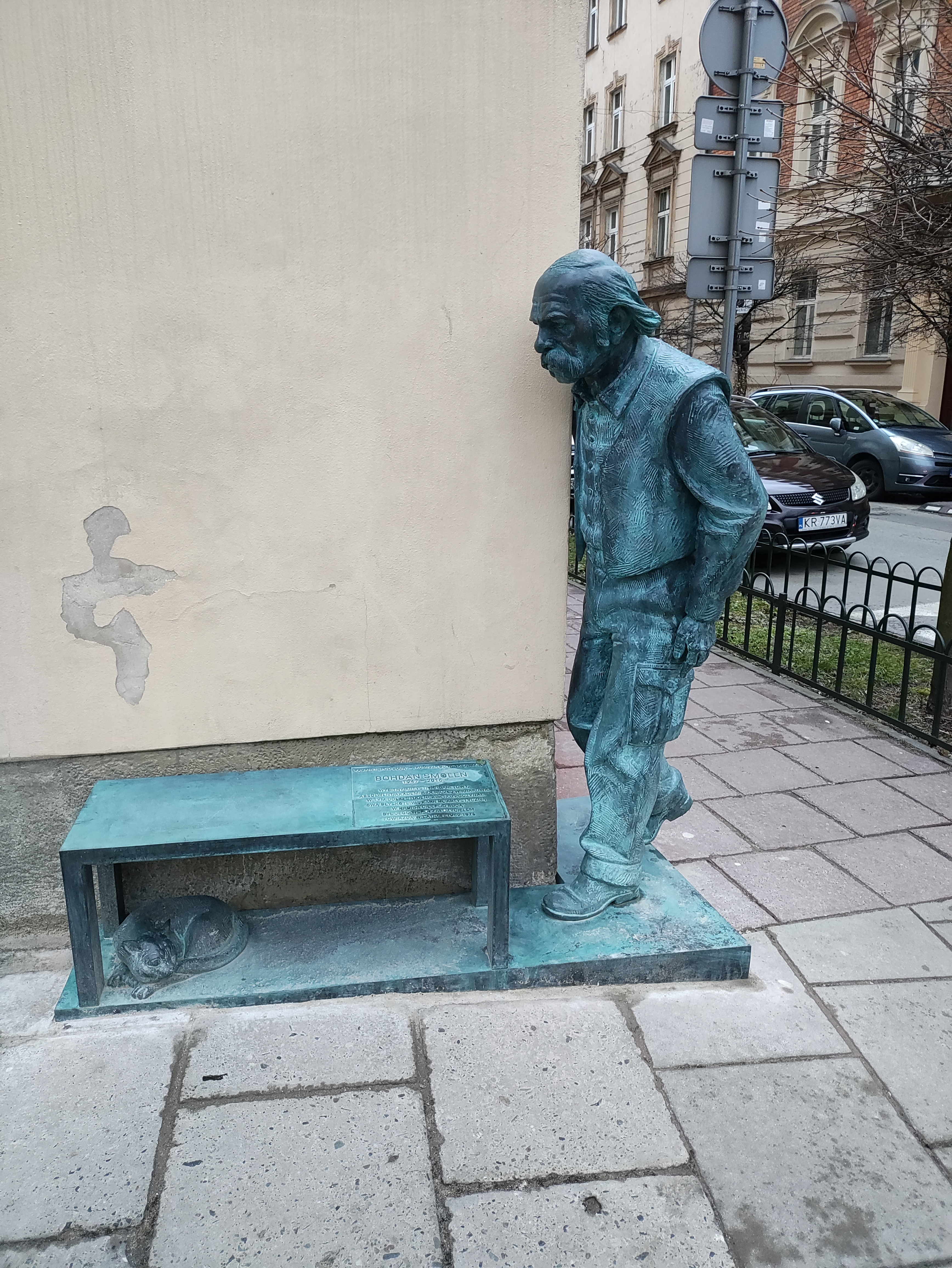
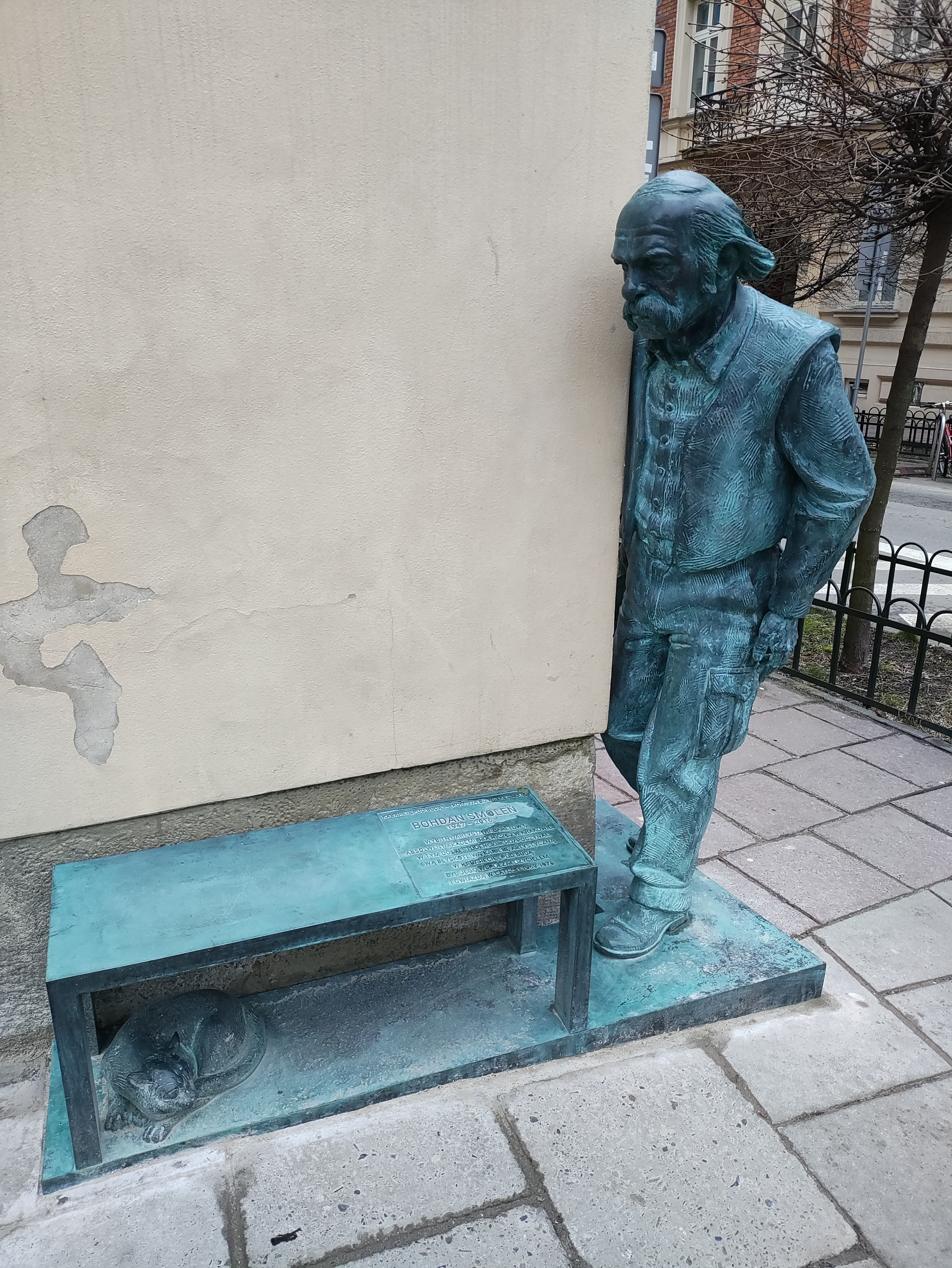
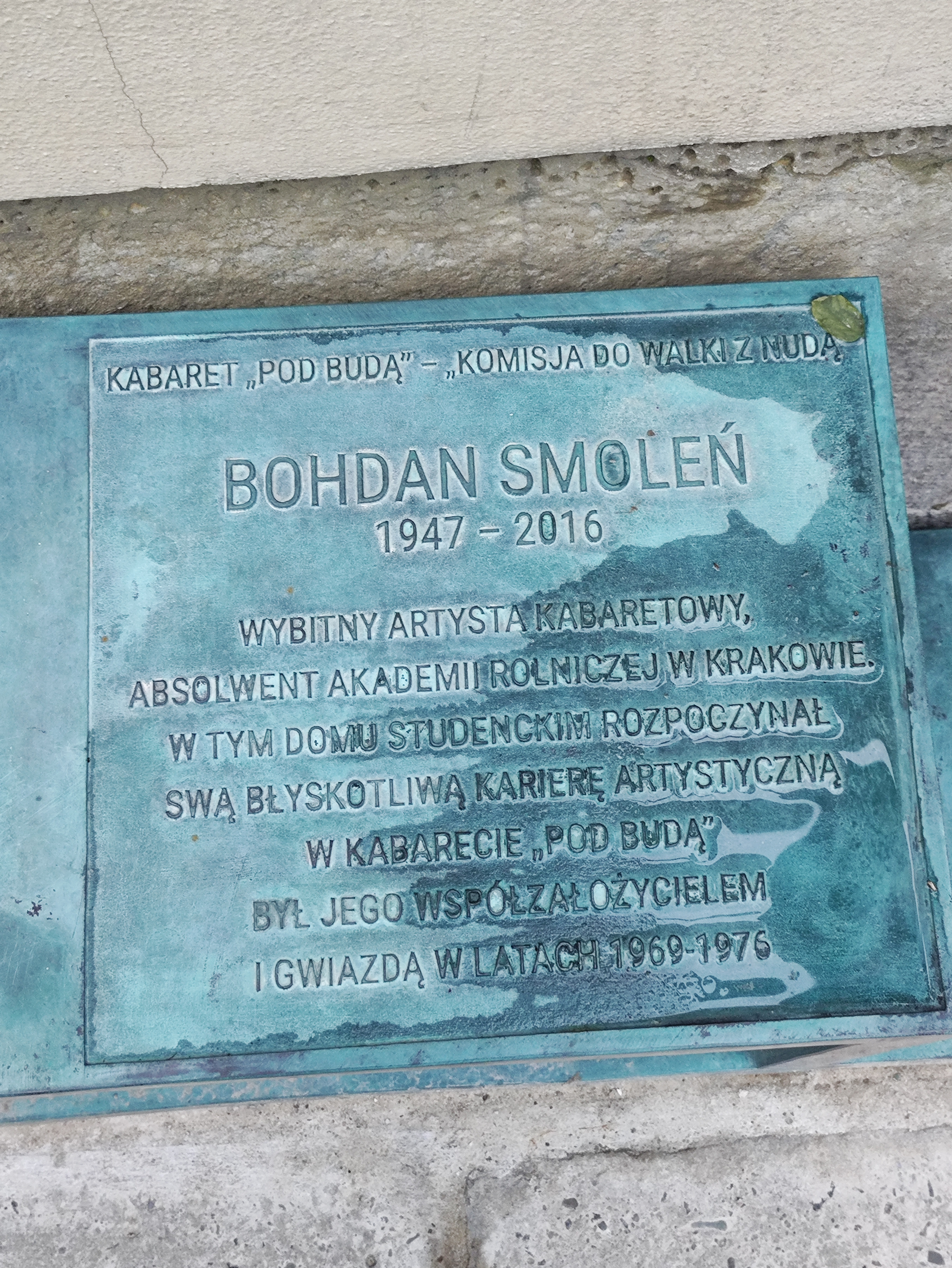
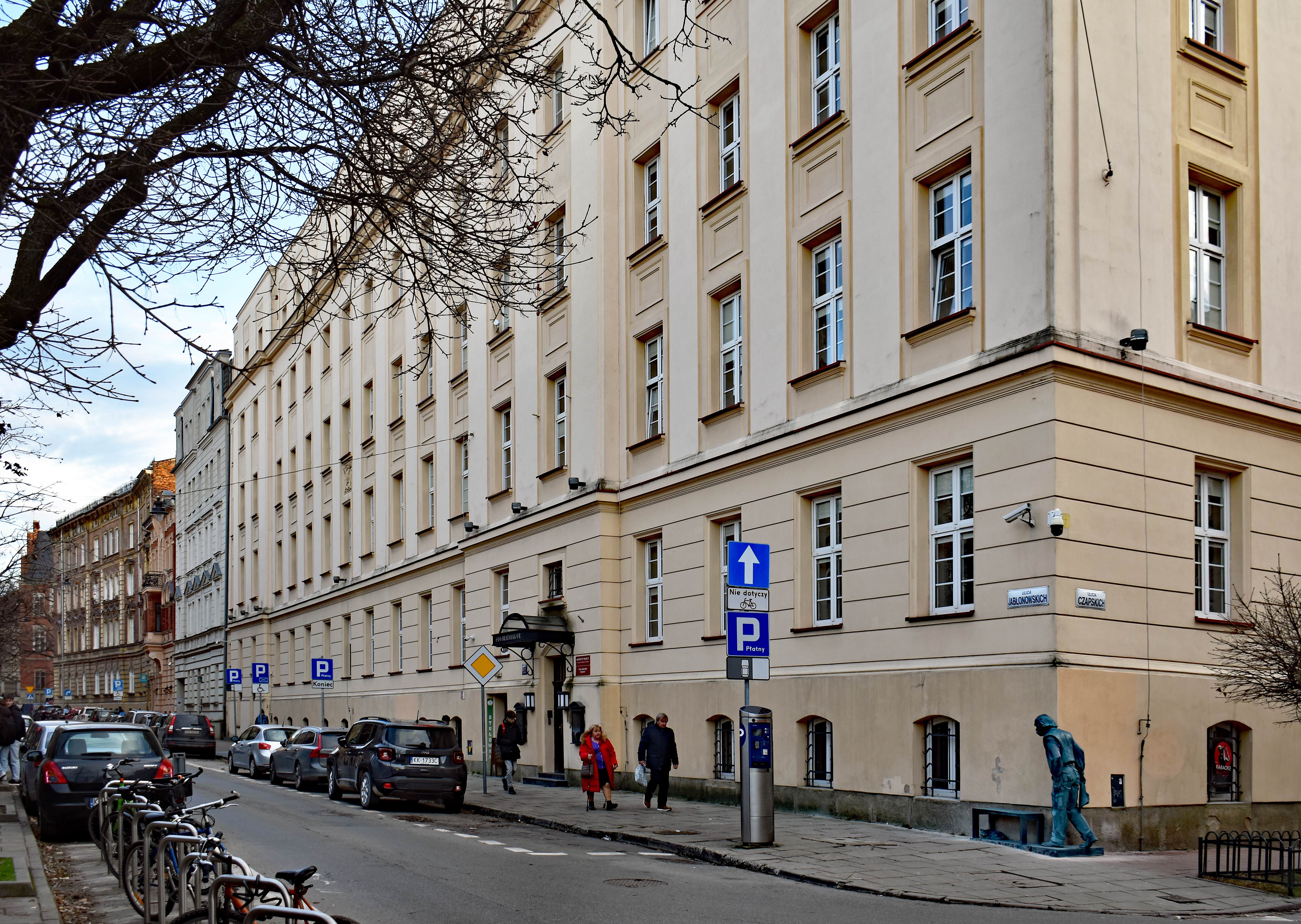